# Социалистическая альтернатива (Австрия)
Социалистическая альтернатива (нем. Sozialistische Alternative, SOAL) — троцкистская политическая партия в Австрии. Создана в 1972 году как Группа революционных марксистов (нем. Gruppe Revolutionäre Marxisten, GRM) троцкистами, исключёнными из организации «Марксистско-ленинские студенты» (нем. Marxistisch-Leninistische Studenten, MLS). Нынешнее название приняла в 1986 году. Входит в Четвёртый Интернационал (Объединённый секретариат). 
В 1970-х годах Группа была одной из самых сильных организаций радикальных левых в Австрии, а среди студентов на равных соревновалась с Коммунистической партией Австрии и новыми социальными движениями, такими как движение против АЭС «Цвентендорф» и против неонацистов. С 1972 по 1980 годы издавала журнал «Красный фронт». Проводила кампании в поддержку социалистической оппозиции в странах восточного блока, Сандинистской революции в Никарагуа, движения геев и лесбиянок.
В 1980-х годах влияние Группы начинает падать и она участвует в выборах в составе зелёных и альтернативных списков с партией зелёных. В последний раз участвовала в выборах в Европарламент 2004 года в составе коалиции «Левые» вместе с Коммунистической партией Австрии.
Членами группы были историк Зигфрид Маттл и известный журналист и политолог Роберт Мизик.